# Середовщина
«Середовщина» — ботанический заказник общегосударственного значения в границах Нежинского регионального ландшафтного парка, расположенный на северо-западе Нежинского района (Черниговская область, Украина). Заказник создан 4 ноября 2000 года. Площадь — 288 га. Коатуу — 7423385600, зона — 10, квартал — 001. Находится под контролем Нежинского государственного лесного хозяйства.

## История
Был создан Указом Президента Украины от 04.11.2000 года №1207/2000. С созданием 28.05.2015 года Нежинского регионального ландшафтного парка заказник расположен в его границах.

## Описание
Создан для охраны дубового леса. Находится на территории кварталов 1-7 Мринского лесничества.
Распределение земель:
- леса площадью 261.1 га
- болота — 16.4 га
- сенокос — 6.1 га
- водоёмы — 0.6 га
- без насаждений — 3.8 га

Ближайший населённый пункт — село Стодолы Нежинского района Черниговской области Украины, город — Нежин.

## Природа
Особенную ценность представляет участок типичного 100—120-летнего дубового леса с отдельными видами возрастом около 200 лет.
Заказник имеет разнообразный животный мир. Является местом селения барсука, занесённого в Красную книгу Украины. Также встречаются косуля, лось, дикая свинья. Заказник является местом гнездования чёрного аиста, занесённого в Красную книгу Украины.